# Astyanassa
Astyanassa (Grieks: Ἀστυάνασσα) was volgens laat-Griekse bronnen omtrent klassieke mythologie een hofdame van Helena van Troje.
De tiende-eeuwse geleerde patriarch Photios I van Constantinopel vermeldt het verhaal dat Aphrodite haar magisch geborduurde gordel aan Helena uitleende, zodat Paris op haar verliefd zou worden, maar dat Astyanassa hem stal. 
In de Byzantijnse encyclopedie de Suda staat ook vermeld dat Astyanassa de eerste erotische auteur zou zijn geweest in een traditie waar twee andere schrijfsters, Philaenis en Elephantis, in voorkomen. Zij stelde als eerste een boek samen over Seksstandjes.
Astyanassa was als dienares van koningin Helena een therapaina of vrouwelijke lijfarts: "Een lichaamsdienares die zorgde voor (Grieks: θεραπευω; therapeuo) haar meesteres' persoonlijke gezondheid en voorkomen".
Zij was aldus de Suda "de eerste om de manieren van in bed liggen (κατακλισευς; katakliseus) te ontdekken voor geslachtsgemeenschap, en [zij] schreef Over de houdingen (σχεματω; skhémato) voor gemeenschap". Het handboek, thans verloren, was heel populair, in gebruik bij Philaenis en Elephantis, notoire courtisanes, en werd veel geraadpleegd door de Kerkvaders.
Zij zou de dochter van de ook al mythische Musaios zijn geweest, auteur van verschillende poëtische composities, vooral in verband met de mystieke cultus rond Demeter van Eleusis. 